# اللواء 27 مشاة ميكا (اليمن)
اللواء 27 مشاة ميكانيك هو لواء مشاة يمني يتبع القوات البرية في للمنطقة العسكرية الثانية. يتمركز في المكلا.
في 10 أبريل 2013، عين العميد الركن/ عبد العزيز قائد الشميري قائداً للواء. وفي 15 أغسطس 2015 عين العميد الركن عوض سالم الجوعي قائداً للواء.